# Rhopus pilatus
Rhopus pilatus är en stekelart som beskrevs av Prinsloo 1989. Rhopus pilatus ingår i släktet Rhopus och familjen sköldlussteklar. Inga underarter finns listade i Catalogue of Life.